# 范畴篇

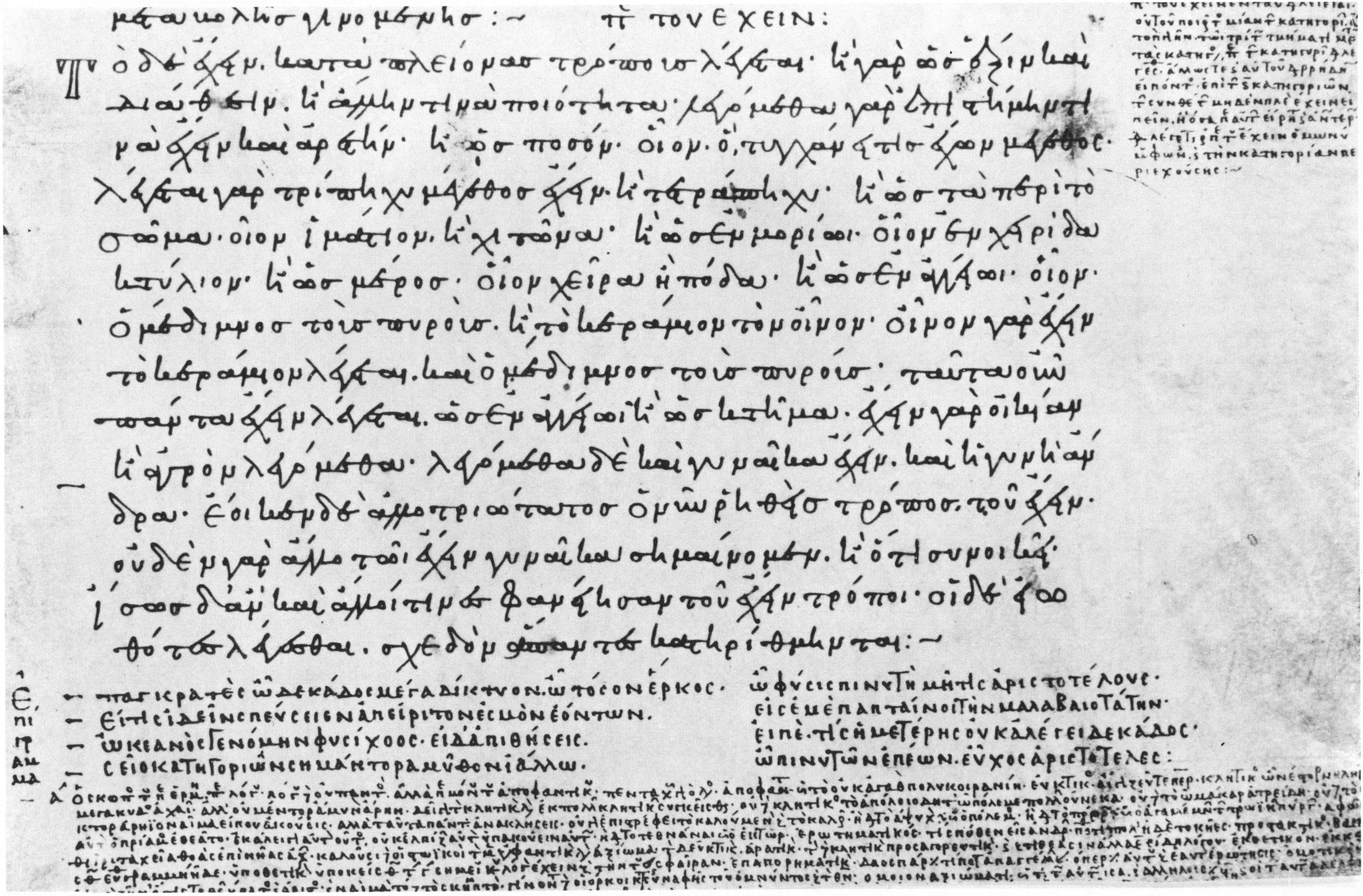
拜占庭帝国时期的《范畴篇》抄本，威尼斯圣马可图书馆藏。图中显示的是15b14–32节

范畴篇或稱「範疇論」（希臘語：Κατηγορίαι）是古希腊哲学家亚里士多德的一篇著作，收录于《工具论》中作为其一部分。篇中例举了所有在一个命题中可以作为主语或谓语出现的事物的范畴。「範疇」翻譯自「κατηγορία」，是由日本學者井上哲次郎在《哲學字彙》（1881年）中借用《尚書‧洪範》中「洪範九疇」一詞作為英文category的譯語而來。
「κατηγορία」一詞源自古希臘日常用語中的動詞—κατηγορεῖν，有指控之意。在範疇論中，此詞變作了名詞和技術概念，用作分析句子的表達形式，有述說和述謂之意。
其中亚里士多德提出的十个范畴于1631年傅汛际和李之藻合译的逻辑学教材《名理探》中被译为“十伦”。這十個傳統範疇的現代漢語譯名分別是：實體、數量、性質、關係、地點、時間、姿態、狀況、活動、遭受。。這些範疇是相互獨立的，但是它們可以相互關聯，並且通過將它們組合使用，可以進一步細分出更多的分類。在範疇學中，亞里士多德提出了一些基本的概念和術語，如“實體”、“屬性”、“關係”、“類別”等，這些概念和術語為後來的哲學家和邏輯學家提供了重要的思想基礎。